# Гоцело I (герцог Лотарингії)
Гоцело (Гоцелон, Гозелон) I Великий (нім. Gotzelo I.; фр. Gothelon I; 970/973 — 19 квітня 1044) — 4-й герцог Нижньої Лотарингії в 1023—1044 роках, 5-й герцог Верхньої Лотарингії в 1033—1044 роках.

## Біографія
Походив з Арденнського дому, його Верденської гілки. Син Готфріда, графа Вердена, та Матильди Біллунг (доньки Германа, герцога Саксонії). Народився за різними відомостями 968, 970 або 973 року. Ймовірно після смерті батька 998 року успадкував маркграфство Антверпенське.
Вперше письмово згадується 1005 року. Допомагав братові Готфріду I, герцогу Нижньої Лотарингії, у боротьбі з бунтівними графами з роду Регінаридів.
1023 року після смерті Готфріда I стає новим герцогом Нижньої Лотарингії. 1024 року після смерті імператора Генріха II, Гоцело I відмовився визнати обрання королем Німеччини Конрада з Салічної династії. Крім того, висунув вимогу до усіх баронів та єпископів, окрім Туля й Вердена, не робити такого визнання без його — Гоцело — згоди. Його союзниками стали Тьєррі I, герцог Верхньої Лотарингії, та Реньє V, граф Ено. Втім поступово лотаринзька знать та єпископат визнавали короля Конрада II. У 1025 році в обмін на збереження посад та володінь підкорився й Гоцело I.
У 1032 році імператор Конрад II опинився втягнутим у боротьбу за Бургундське королівство з Едом II, графом Блуа, Мо, Шартра і Труа, та Рено I, графом Бургундії. За цим обставин 1033 року імператор передав Гоцело I герцогство Верхня Лотарингія, де припинилася панівна династія. В результаті він зміг об'єднати всю Лотарингію. Водночас це призвело до атак з боку Еда II на Лотарингію. Зрештою у листопаді 1037 року військо Гоцело I в битві біля Бар-ле-Дюк завдало поразки Едові II, який загинув.
1042 року отримав сеньйорію Цютфен. Помер 1044 року. Похований в Мюнстербільсенському монастирі. Його володіння було поділено між синами — Готфрідом і Гоцело.

## Родина
Дружина — Уракка Іврейська
- Готфрід (бл. 1000/1015—1069) — герцог Верхньої Лотарингії в 1044—1047 роках, герцог Нижньої Лотарингії в 1065—1069 роках
- Матильда (д/н—1060) — дружина Генріха I, пфальцграфа Лотарингії
- Гоцело (д/н—1046) — герцог Нижньої Лотарингії в 1044—10466 роках
- Фрідріх (д/н—1058) — Папа Римський Стефан IX
- Уда (д/н—після 1047) — дружина Ламберта II, графа Левена
- Регелінда (бл. 1010/1015—після 1067) — дружина Альберта II, граф Намюра